# Кубот, Лукаш
Лу́каш Ку́бот (пол. Łukasz Kubot); род. 16 мая 1982, Болеславец, Польша) — польский теннисист, бывшая первая ракетка мира в парном разряде; победитель двух турниров Большого шлема в парном разряде (Открытый чемпионат Австралии-2014, Уимблдон-2017); финалист одного турнира Большого шлема в парном разряде (Открытый чемпионат США-2018); финалист Итогового турнира ATP (2017) в парном разряде; победитель 27 турниров ATP в парном разряде.

## Общая информация
Лукаш — старший из двух детей Януша и Дороты Куботов; его сестру зовут Паулина. Поляк — не единственный профессиональный спортсмен в семье: его отец — футбольный тренер.
Начал играть в теннис с 9 лет. Любимое покрытие — грунт и медленный хард. Кумирами в мире тенниса в детстве были Йонас Бьоркман, Евгений Кафельников и Стефан Эдберг.
В июле 2013 в Польше получил государственную награду Золотой крест заслуги.

## Спортивная карьера

### Начало карьеры
В апреле 2001 года Кубот дебютировал в составе сборной Польши в отборочных раундах Кубка Дэвиса. В июле 2001 года он впервые сыграл в основных соревнованиях ATP-тура. Произошло это на турнире в Сопоте, где Лукаш сыграл в парном разряде. В 2004 году выигрывает 4 титула из цикла «фьючерс» в одиночном и один турнир серии «челленджер» в парном. В парном разряде он впервые сыграл в основной сетке на турнире серии Большого шлема, попав на Уимблдонский турнир. В 2005 году Кубот завоевывает титулы на одном «челленджере» в одиночном и на двух в парном разряде.
В августе 2006 года Кубот впервые в карьере выступает в основной одиночной сетке на турнире серии Большого шлема. попав через квалификацию на Открытый чемпионат США. Там польский теннисист смог пробиться в 3-й раунд. Путь дальше ему преградил россиянин Николай Давыденко. В 2007 году вместе с австрийцем Оливером Марахом впервые доходит до финала турнира ATP в парном разряде. Это происходит на двух турнирах в Касабланке и Лионе. В июле 2008 года Лукаш смог выиграть «челленджер» в Оберштауфене.
В январе 2009 года Кубот и Марах на Открытом чемпионате Австралии дошли до полуфинала парного розыгрыша, обыграв на пути первую пару турнира Даниэля Нестора и Ненада Зимонича. В этом сезоне Кубот и Марах выиграли три титула АТП в парах. В апреле они взяли дебютный для Кубота в туре трофей на турнире в Касабланке. В мае они победили на турнире в Белграде. На этом же турнире Кубот смог пройти в финал одиночных соревнований, попав в основную сетку в качестве лаки-лузера. В решающем матче он уступил третьему в мире на тот момент Новаку Джоковичу со счётом 3-6, 6-7(0). Он стал первым поляком за 26 лет, дошедшим до финала АТП в личных соревнованиях (со времен Войцеха Фибака и его победы в 1983 году). На Уимблдонском турнире Марах и Кубот смогли попасть в четвертьфинал, где Нестор и Зимонич смогли взять реванш, победив 6-2, 6-3, 6-4. В июле поляк вышел в четвертьфинал на турнире в Штутгарте. В октябре в Пекине он одержал победу над игроком из Топ-10 Энди Роддиком. Третьего парного титула в сезоне Кубот с Марахом добились осенью на турнире в Вене. В конце сезона они приняли участие в Итоговом парном турнире, где не смогли выйти из группы, несмотря на две победы из трёх. Кубот в конце сезона также на время смог подняться в Топ-100 мирового одиночного рейтинга, а в парном по итогу сезона занял 12-ю строчку.

### 2010—2014 (парный титул в Австралии)

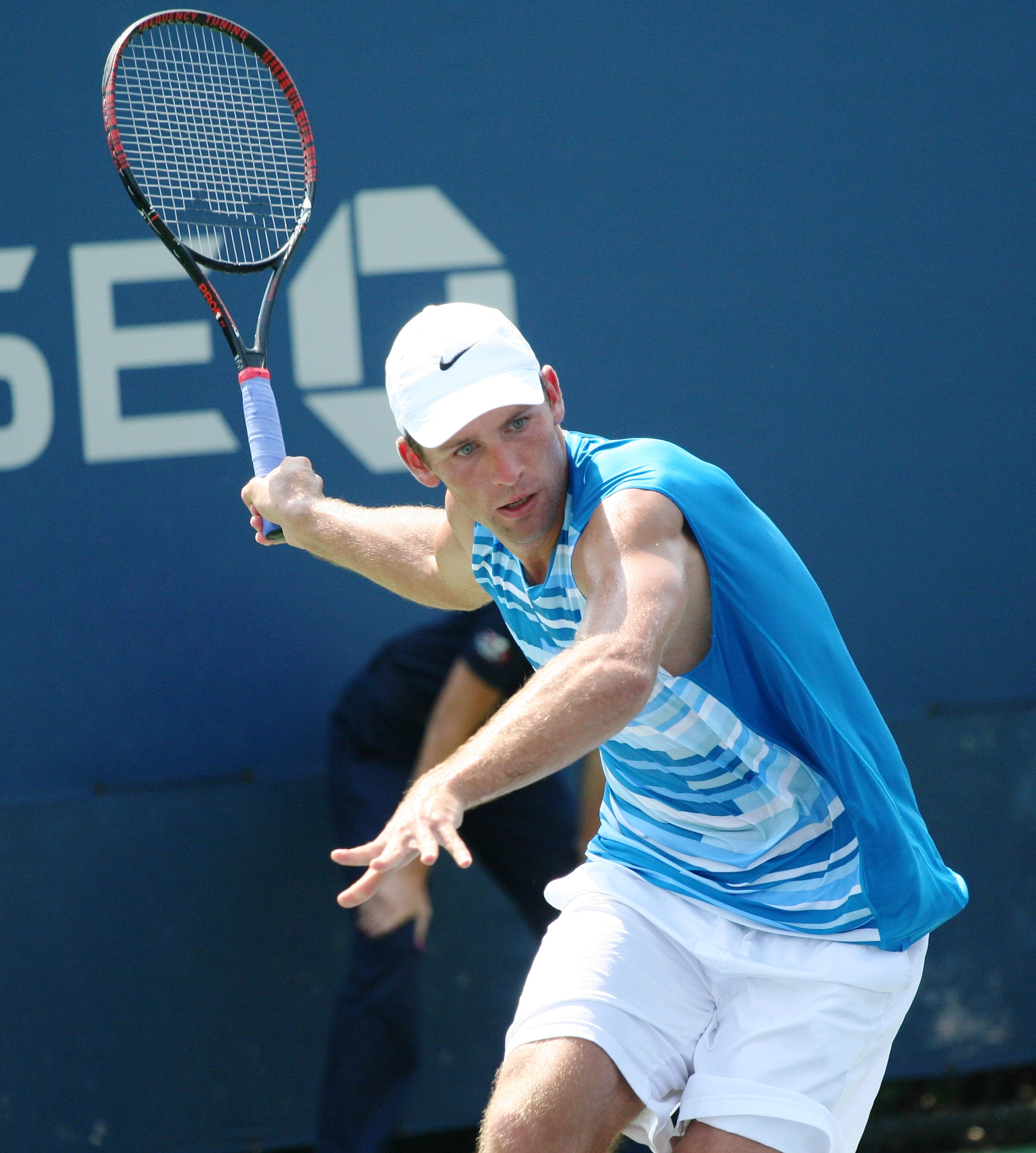
Кубот на Открытом чемпионате США 2010 года

На старте сезона 2010 года Кубот смог выйти в четвертьфинал турнира в Дохе. На Открытом чемпионате Австралии он прошёл в четвёртый раунд, где проиграл Новаку Джоковичу.
Второй раз в финале Лукаш окажется через год. В феврале 2010 года Лукаш второй раз в карьере вышел в финал АТП в одиночном разряде. Произошло это на турнире в Коста-ду-Сауипе, где он проиграл испанцу Хуану Карлосу Ферреро — 1-6, 0-6. Благодаря этому выступлению, Кубот поднялся в одиночном рейтинге в Топ-50. Также в феврале он выигрывает два турнира в парном разряде в Сантьяго и Акапулько совместно с Оливером Марахом. В апреле на грунтовом турнире в Касабланке польский теннисист вышел в четвертьфинал. На Открытом чемпионате Франции и Открытом чемпионате США в парном разряде Кубот и Марах доходят до четвертьфинальной стадии. В сентябре 2010 года Лукаш вместе с аргентинцем Хуаном Игнасио Чела выигрывает шестой турнир в карьере. В Бухаресте в финале были обыграны испанцы Марсель Гранольерс и Сантьяго Вентура со счетом 6-2, 5-7, [13-11]. В конце сезона Кубот и Марах вновь сыграли на Итоговом турнире, но не смогли выйти из группы. Лукаш занял в 2010 году 10-е итоговое место в парном рейтинге.
На парном Австралийском чемпионате 2011 года Кубот и Марах вышли в четвертьфинал. В феврале Лукаш сыграл в 1/4 финал в одиночках на турнире в Акапулько. В мае он неплохо для себя сыграл на Ролан Гаррос, куда попал через квалификацию. В первом раунде Кубот вырвал победу у № 12 в мире Николаса Альмагро, уступая 0-2 по сетам. По итогу поляк смог пройти в третий раунд. Также через квалификацию он попал в июне и на Уимблдонский турнир. В матче третьего раунда он смог выиграть восьмого в мире на тот момент Гаэля Монфиса. В следующей стадии в борьбе за выход в 1/4 финала он уступил Фелисиано Лопесу. В июле на грунтовом турнире в Штутгарте Кубот смог выйти в полуфинал. Сезон 2011 года стал единственным в карьере Кубота, когда его одиночный рейтинг по итогам сезона сравнялся с парным. В обоих табелях он занял 53-е место.
В 2012 году первое попадание в четвертьфинал для Кубота пришлось на февраль на турнир в Мемфисе. В апреле он сыграл в 1/4 финала на турнире в Бухаресте, где он также вышел в парный финал в команде с французом Жереми Шарди. В мае на турнире серии Мастерс в Риме он вышел в парный финал в дуэте с Янко Типсаревичем. На Открытом чемпионате Франции Кубот смог дойти до третьего раунда одиночного турнира. В июле Кубот и Шарди выиграли парный розыгрыш турнира в Штутгарте. На турнире в Гштаде польский теннисист смог пройти в четвертьфинал. В августе он сыграл на Олимпийских играх, которые проводились в Лондоне, но уже в первом раунде проиграл Григору Димитрову.
В начале марта 2013 года Кубот в парах победил на турнире в Акупулько, выступив в альянсе с Давидом Марреро. Летом на Уимблдонском турнире Лукаш впервые в карьере вышел в четвертьфинал в одиночках на Большом шлеме. В борьбе за выход в полуфинал он проиграл соотечественнику Ежи Яновичу.
В 2014 году Кубот в парных соревнованиях начал сотрудничество со шведом Робертом Линдстедтом. Это партнёрство принесло результат уже в начале сезона. Кубот и Линдстедт смогли выиграть первый в карьере Большой шлем, победив на Открытом чемпионате Австралии. По ходу турнира они обыграли две сеянные пары, а в финале обыграли Эрика Буторака и Равена Класена.
| Стадия  | Соперники (посев)                      | Рейтинг    | Счёт            |
| 1 раунд | Федерико Дельбонис Альберт Рамос       | 229 / 235  | 6-3 6-2         |
| 2 раунд | Бенджамин Митчелл Джордан Томпсон (WC) | 476 / 1557 | 6-1 6-3         |
| 3 раунд | Иван Додиг Марсело Мело (4)            | 7 / 5      | 5-7 6-4 6-4     |
| 1/4     | Максим Мирный Михаил Южный             | 26 / 77    | 6-4 5-7 6-2     |
| 1/2     | Микаэль Льодра Николя Маю (13)         | 25 / 31    | 6-4 6-7(12) 6-3 |
| Финал   | Эрик Буторак Равен Класен              | 48 / 45    | 6-3 6-3         |

После победы в Австралии Кубот и Линдстедт не очень уверенно сыграли на следующих турнирах. Первого четвертьфинала после своего триумфа они достигли в мае 2014 года на Ролан Гаррос. На Уимблдонском турнире в одиночном разряде Лукаш вышел в третий раунд. После него не выступал около трёх месяцев, пропустив Открытый чемпионат США. На Итоговом парном турнире в конце сезона Кубот и Линдстедт вышли из группы с первого места. В полуфинале они уступили дуэту Иван Додиг и Марсело Мело.

### 2015—2017 (победа в парах на Уимблдоне)

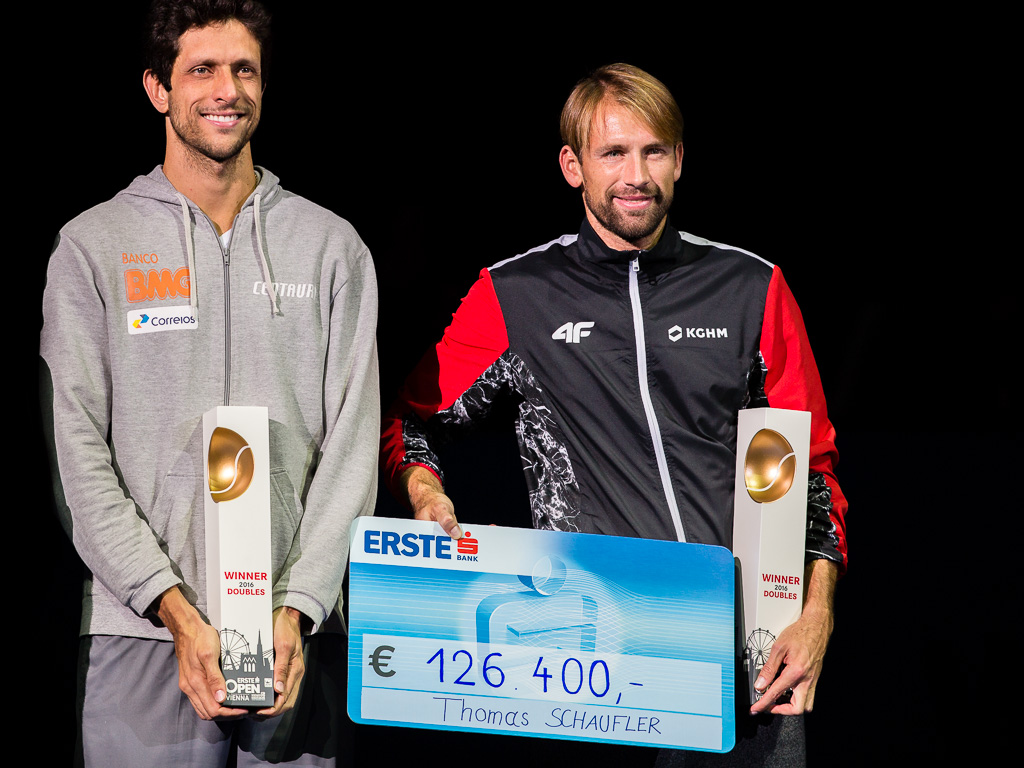
Кубот (справа) вместе с Марсело Мело на победном турнире в Вене 2016 года

С 2015 года Кубот концентрируется на выступлениях в парном разряде. С этого сезона прекратилось его сотрудничество с Робертом Линдстедтом и по ходу сезона он выступал с разными партнёрами. Первого титула Лукаш добился на траве в июне на турнире в Хертогенбосе, где он сыграл в паре с Иво Карловичем. Титул стал 10-м для Кубота на соревнованиях АТП. Следующую победу на турнире он одержал в июле на грунте в Бостаде в альянсе с Жереми Шарди. На Открытом чемпионате США лучшего результата поляк добился в миксте, где вышел в полуфинал с чешкой Андрей Главачковой. В сентябре Лукаш выиграл ещё один трофей на зальном турнире в Меце в команде с французом Эдуаром Роже-Вассленом. В октябре 2015 года Кубот впервые выступил в партнёрстве с бразильским теннисистом Марселом Мело. Сразу же они смогли выиграть титул на турнире в Вене.
В 2016 году Кубот искал свою игру с разными партнёрами. С начала сезона по май он выступал на турнирах в паре с соотечественником Марцином Матковским. Лучшим достижением их дуэта стал выход в финал грунтового турнира в Кашкайше в апреле. С Открытого чемпионата Франции Кубот стал выступать совместно с Александром Пейей. На этом Большом шлеме они смогли пройти достаточно далеко — до стадии полуфинала. Летом они дважды сыграли в финалах: в июне в Халле и в июле в Вашингтоне. В августе Кубот выступил на Олимпийских играх, которые проводились в Рио-де-Жанейро. Успешно сыграть там ему не удалось. в мужских парах (с Матковским) он проиграл во втором раунде, а в миксте (с Агнешкой Радваньской уже в первом. На Открытом чемпионате США Кубот и Пейя дошли до четвертьфинала. С осени постоянным партнёром поляка стал Марсело Мело. В октябре они защитили свой прошлогодний титул в Вене.
Партнёрство с бразильским теннисистом принесло успех Лукашу в 2017 году. В марте 2017 года Кубот и Мело смогли выйти в финал на мастерсе в Индиан-Уэлсе, а затем стали чемпионами на следующем мастерсе в Майами. В мае они выиграли ещё один мастерс в Мадриде. Отлично для Лукаша и Марсело получилась часть сезона на траве. Сначала они выиграли в июне два титула на турнирах в Хертогенбосе и Халле. В июле Кубот и Мело завоевали титул на Уимблдоне, который стал для поляка вторым в серии Большого шлема. В полуфинале они выиграли в пяти сетах первых номеров посева Хенри Континена и Джона Пирса. При этом последний сет закончился при счёте 9-7. В финале их также ждал напряженный матч, в котором они одолели пару Оливер Марах и Мате Павич. Эта встреча продолжалась 4 часа 39 минут и закончилась в пятом сете при счёте 13-11. Победа на Уимблдоне позволила Куботу подняться на 4-е место в парном рейтинге.
| Стадия  | Соперники (посев)                       | Рейтинг | Счёт                     |
| 1 раунд | Уэсли Колхоф Матве Мидделкоп            | 60 / 61 | 6-4 6-0 6-3              |
| 2 раунд | Александр Пейя Филипп Пецшнер           | 47 / 82 | 6-2 5-7 6-3 3-6 11-9     |
| 3 раунд | Айсам-уль-Хак Куреши Флорин Мерджа (14) | 24 / 39 | 6-7(3) 4-6 6-1 6-4 6-2   |
| 1/4     | Кен Скупски Нил Скупски (WC)            | 87 / 91 | 7-6(11) 6-4 6-4          |
| 1/2     | Хенри Континен Джон Пирс (1)            | 1 / 2   | 6-3 6-7(4) 6-2 4-6 9-7   |
| Финал   | Оливер Марах Мате Павич (16)            | 36 / 31 | 5-7 7-5 7-6(2) 3-6 13-11 |

После победы на Уимблдоне 2017 года Кубот и Мело сыграли в финале турнира в Вашингтоне. Следующего финала они достигли в октябре на Мастерсе в Шанхае. В начале ноября они выиграли последний Мастерс в сезоне в Париже. Этот титул стал 20-м в парах в основном туре и позволил Куботу подняться на вторую строчку парного рейтинга. На Итоговом турнире Куботу и Мело удалось сыграть в финале, однако они проиграли паре Хенри Континен и Джон Пирс (4:6, 2:6).

### 2018—2023 (№ 1 в парах, финал в США и завершение карьеры)

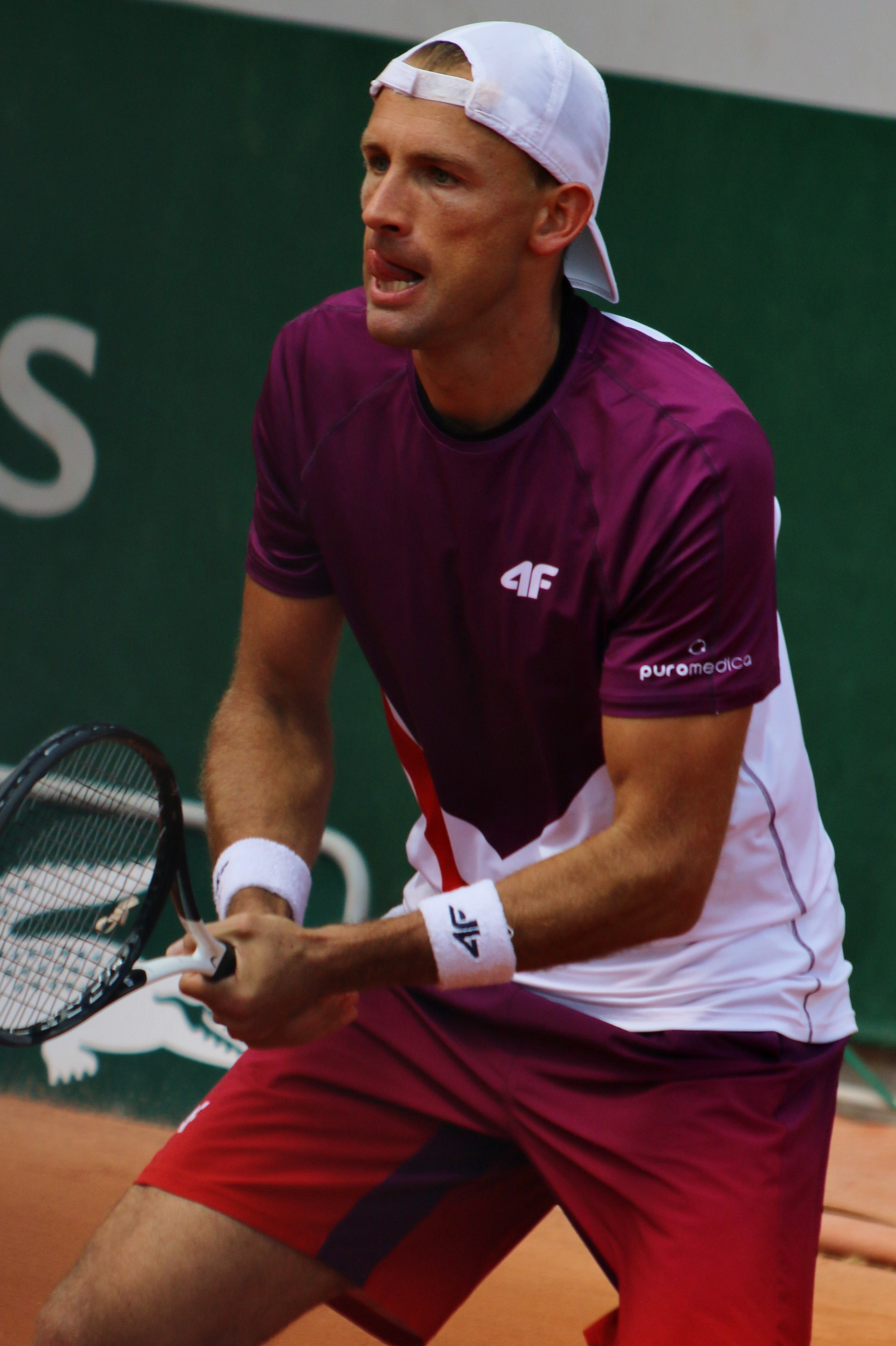
Кубот на Ролан Гаррос 2019 года

Перед стартом сезона 2018 года Кубот смог впервые в карьере подняться на первую строчку парного рейтинга, разделив её со своим постоянным партнёром по выступлениям Марсело Мело. В сезоне лидеры рейтинга Кубот и Мело стартовали с победы на турнире в Сиднее, победив в финале пару Виктор Троицки и Ян-Леннард Штруфф со счётом 6:3, 6:4. Это 21-й титул Лукаша Кубота в парных состязаниях. На Открытом чемпионате Австралии пара Кубот и Мело уступила в четвертьфинале дуэту Бен Маклахлан из Японии и Ян-Леннард Штруфф из Германии. На вершине парного рейтинга Кубот пробыл в общей сложности 19 недель до 21 мая. В июне на травяном турнире в Халле Кубот и Мело выиграли следующий совместный титул. На Открытом чемпионате США их дуэт смог выступить удачно и пройти в финал, где они в матче за титул уступили американцам Майку Брайан и Джеку Соку — 3:6, 1:6. В осенней части сезона Кубот и Мело смогли победить на двух турнирах в Китае: сначала они победили в Пекине, а затем со второй попытки выиграли финал Мастерса в Шанхае. На Итоговом турнире их дуэт выступил неудачно, одержав только одну победу из трёх в своей группе, и не вышел в плэй-офф. Кубот закончил сезон 9-м в парном рейтинге.
Начало 2019 года Кубот провёл в команде с Орасио Себальосом и с ним прошёл в 1/4 финала Открытого чемпионата Австралии. С февраля он вновь был заигран в паре с Мело и после двух вылетов в первых раундах, они смогли в марте выйти в финал крупного Мастерса в Индиан-Уэлсе. На следующем Мастерсе в Майами они вышли в полуфинал и после этого Кубот поднялся на четвёртую строчку парного рейтинга. В грунтовой части сезона Лукаш и Марсело лучше всего сыграли в мае на Мастерсе в Риме, где дошли до полуфинала. С конца мая до начала июля Кубот был второй ракеткой мира в парном рейтинге. В июне на траве Кубот и Мело вышли в финал Халле, а на Уимблдоне доиграли до четвертьфинала. Единственный титул в сезоне они выиграли в августе на турнире в Уинстон-Сейлеме. Осенью их пара не смогла защитить прошлогодние титулы в Пекине и Шанхае, но они смогли на обоих турнирах дойти до финала. Также до финала они добрались на зальном турнире в Вене. На Итоговом турнире Кубот и Мело смогли выйти из группы, но в полуфинале проиграли французам Николя Маю и Пьер-Югу Эрберу. Третий год подряд Лукаш завершил в топ-10 в парах, заняв по итогам сезона 6-е место.
В 2020 году до перерыва в сезоне Кубот и Мело смогли выиграть один титул на турнире в Акапулько. После вынужденной паузы они смогли в октябре выйти в финал турнира в Кёльне, а затем выиграть на турнире в Вене. На Итоговом турнире они не смогли выйти из группы. Кубот завершил год № 10 парного рейтинга.
В 2021 году Кубот и Мело выступали совместно не на постоянной основе. Начало сезона польский теннисист играл в команде с Уэсли Колхофом, однако сильных результатов пара достичь не смогла. Начиная с Ролан Гаррос, Кубот и Мело вновь стали играть вместе и на Уимблдоне смогли выйти в четвертьфинал. Летом Кубот сыграл на Олимпийских играх в Токио в двух разрядах, но выиграл только один матч в миксте в паре с Игой Свёнтек. В 2022 году результаты Кубота резко ухудшились и он опустился в парном рейтинге в третью сотню. В 2023 году сыграл последний официальный матч.

## Рейтинг на конец года
| Год  | Одиночный рейтинг | Парный рейтинг |
| 2023 |                   | 1140           |
| 2022 |                   | 245            |
| 2021 |                   | 34             |
| 2020 |                   | 10             |
| 2019 |                   | 6              |
| 2018 |                   | 9              |
| 2017 |                   | 2              |
| 2016 | 908               | 24             |
| 2015 | 471               | 29             |
| 2014 | 170               | 18             |
| 2013 | 72                | 37             |
| 2012 | 74                | 39             |
| 2011 | 53                | 53             |
| 2010 | 70                | 10             |
| 2009 | 101               | 12             |
| 2008 | 209               | 72             |
| 2007 | 222               | 45             |
| 2006 | 125               | 64             |
| 2005 | 142               | 135            |
| 2004 | 219               | 137            |
| 2003 | 371               | 217            |
| 2002 | 440               | 533            |

По данным официального сайта ATP на последнюю неделю года.

## Выступления на турнирах

### Финалы турнировATPв одиночном разряде (2)

#### Поражения (2)
| Титулы                                 |
| -------------------------------------- |
| Турниры Большого шлема (0+2)*          |
| Итоговый турнир ATP (0)                |
| Мастерс (0+4)                          |
| ATP International Gold / ATP 500 (0+9) |
| ATP International / ATP 250 (0+12)     |

| Титулы по покрытиям | Титулы по месту проведения матчей турнира |
| ------------------- | ----------------------------------------- |
| Хард (0+13)*        | Зал (0+6)                                 |
| Грунт (0+9)         | Зал (0+6)                                 |
| Трава (0+5)         | Открытый воздух (0+21)                    |
| Ковёр (0)           | Открытый воздух (0+21)                    |

* количество побед в одиночном разряде + количество побед в парном разряде.
| №  | Дата            | Турнир                    | Покрытие | Соперник в финале   | Счёт       |
| 1. | 10 мая 2009     | Белград, Сербия           | Грунт    | Новак Джокович      | 3-6 6-7(0) |
| 2. | 14 февраля 2010 | Коста-де-Сауипе, Бразилия | Грунт    | Хуан Карлос Ферреро | 1-6 0-6    |

### Финалы челленджеров и фьючерсов в одиночном разряде (10)

#### Победы (6)
| Титулы              |
| Челленджеры (2+18)* |
| Фьючерсы (4+2)      |

| Титулы по покрытиям | Титулы по месту проведения матчей турнира |
| ------------------- | ----------------------------------------- |
| Хард (4+12)*        | Зал (3+5)                                 |
| Грунт (2+8)         | Зал (3+5)                                 |
| Трава (0)           | Открытый воздух (3+15)                    |
| Ковёр (0)           | Открытый воздух (3+15)                    |

* количество побед в одиночном разряде + количество побед в парном разряде.
| №  | Дата             | Турнир                        | Покрытие   | Соперник в финале   | Счёт        |
| 1. | 18 января 2004   | Штутгарт, Германия            | Хард (зал) | Жером Энель         | 7-6(4) 6-3  |
| 2. | 25 января 2004   | Оберхахинг, Германия          | Хард (зал) | Мунир Эль-Ареж      | 7-6(8) 6-1  |
| 3. | 17 октября 2004  | Богота, Колумбия              | Грунт      | Жулио Сильва        | 4-6 6-2 6-2 |
| 4. | 7 ноября 2004    | Фридлант-над-Остравици, Чехия | Хард (зал) | Ян Мертль           | 6-3 6-1     |
| 5. | 11 сентября 2005 | Донецк, Украина               | Хард       | Александр Пейя      | 6-4 6-2     |
| 6. | 20 июля 2008     | Оберштауфен, Германия         | Грунт      | Хуан Пабло Бжежицки | 6-3 6-4     |

#### Поражения (4)
| №  | Дата            | Турнир                        | Покрытие   | Соперник в финале | Счёт        |
| 1. | 19 августа 2001 | Сопот, Польша                 | Грунт      | Давид Феррер      | 5-7 6-3 2-6 |
| 2. | 21 июля 2002    | Целль-ам-Хармерсбах, Германия | Грунт      | Слиман Сауди      | 5-7 3-6     |
| 3. | 20 февраля 2005 | Джоплин, США                  | Хард (зал) | Фредерик Нимейер  | 6-4 2-6 3-6 |
| 4. | 30 апреля 2006  | Дхарвад, Индия                | Хард       | Виктор Троицки    | 6-2 4-6 4-6 |

### Финалы турниров Большого шлема в парном разряде (3)

#### Победы (2)
| №  | Год  | Турнир                       | Покрытие | Партнёр          | Соперники в финале        | Счёт                     |
| 1. | 2014 | Открытый чемпионат Австралии | Хард     | Роберт Линдстедт | Эрик Буторак Равен Класен | 6-3 6-3                  |
| 2. | 2017 | Уимблдон                     | Трава    | Марсело Мело     | Оливер Марах Мате Павич   | 5-7 7-5 7-6(2) 3-6 13-11 |

#### Поражение (1)
| №  | Год  | Турнир                 | Покрытие | Партнёр      | Соперники в финале   | Счёт    |
| 1. | 2018 | Открытый чемпионат США | Хард     | Марсело Мело | Майк Брайан Джек Сок | 3-6 1-6 |

### Финалы Итогового турнираATPв парном разряде (1)

#### Поражение (1)
| №  | Год  | Турнир                 | Покрытие   | Партнёр      | Соперники в финале       | Счёт    |
| 1. | 2017 | Лондон, Великобритания | Хард (зал) | Марсело Мело | Хенри Континен Джон Пирс | 4-6 2-6 |

### Финалы турнировATPв парном разряде (48)

#### Победы (27)
| №   | Дата             | Турнир                       | Покрытие   | Партнёр            | Соперники в финале                  | Счёт                     |
| 1.  | 12 апреля 2009   | Касабланка, Марокко          | Грунт      | Оливер Марах       | Симон Аспелин Пол Хенли             | 7-6(4) 3-6 [10-6]        |
| 2.  | 10 мая 2009      | Белград, Сербия              | Грунт      | Оливер Марах       | Юхан Брунстрём Жан-Жюльен Ройер     | 6-2 7-6(3)               |
| 3.  | 1 ноября 2009    | Вена, Австрия                | Хард (зал) | Оливер Марах       | Юрген Мельцер Юлиан Ноул            | 2-6 6-4 [11-9]           |
| 4.  | 6 февраля 2010   | Сантьяго, Чили               | Грунт      | Оливер Марах       | Орасио Себальос Потито Стараче      | 6-4 6-0                  |
| 5.  | 27 февраля 2010  | Акапулько, Мексика           | Грунт      | Оливер Марах       | Потито Стараче Фабио Фоньини        | 6-0 6-0                  |
| 6.  | 25 сентября 2010 | Бухарест, Румыния            | Грунт      | Хуан Игнасио Чела  | Сантьяго Вентура Марсель Гранольерс | 6-2 5-7 [13-11]          |
| 7.  | 15 июля 2012     | Штутгарт, Германия           | Грунт      | Жереми Шарди       | Михал Мертиняк Андре Са             | 6-1 6-3                  |
| 8.  | 2 марта 2013     | Акапулько, Мексика (2)       | Грунт      | Давид Марреро      | Симоне Болелли Фабио Фоньини        | 7-5 6-2                  |
| 9.  | 25 января 2014   | Открытый чемпионат Австралии | Хард       | Роберт Линдстедт   | Эрик Буторак Равен Класен           | 6-3 6-3                  |
| 10. | 14 июня 2015     | Хертогенбос, Нидерланды      | Трава      | Иво Карлович       | Николя Маю Пьер-Юг Эрбер            | 6-2 7-6(9)               |
| 11. | 26 июля 2015     | Бостад, Швеция               | Грунт      | Жереми Шарди       | Хуан Себастьян Кабаль Роберт Фара   | 6-7(6) 6-3 [10-8]        |
| 12. | 27 сентября 2015 | Мец, Франция                 | Хард (зал) | Эдуар Роже-Васслен | Николя Маю Пьер-Юг Эрбер            | 2-6 6-3 [10-7]           |
| 13. | 25 октября 2015  | Вена, Австрия (2)            | Хард (зал) | Марсело Мело       | Джейми Маррей Джон Пирс             | 4-6 7-6(3) [10-6]        |
| 14. | 30 октября 2016  | Вена, Австрия (3)            | Хард (зал) | Марсело Мело       | Оливер Марах Фабрис Мартен          | 4-6 6-3 [13-11]          |
| 15. | 2 апреля 2017    | Майами, США                  | Хард       | Марсело Мело       | Николас Монро Джек Сок              | 7-5 6-3                  |
| 16. | 14 мая 2017      | Мадрид, Испания              | Грунт      | Марсело Мело       | Николя Маю Эдуар Роже-Васслен       | 7-5 6-3                  |
| 17. | 17 июня 2017     | Хертогенбос, Нидерланды (2)  | Трава      | Марсело Мело       | Равен Класен Раджив Рам             | 6-3 6-4                  |
| 18. | 25 июня 2017     | Халле, Германия              | Трава      | Марсело Мело       | Александр Зверев Миша Зверев        | 5-7 6-3 [10-8]           |
| 19. | 15 июля 2017     | Уимблдон                     | Трава      | Марсело Мело       | Оливер Марах Мате Павич             | 5-7 7-5 7-6(2) 3-6 13-11 |
| 20. | 5 ноября 2017    | Париж, Франция               | Хард (зал) | Марсело Мело       | Марсель Гранольерс Иван Додиг       | 7-6(3) 3-6 [10-6]        |
| 21. | 12 января 2018   | Сидней, Австралия            | Хард       | Марсело Мело       | Виктор Троицки Ян-Леннард Штруфф    | 6-3 6-4                  |
| 22. | 24 июня 2018     | Халле, Германия (2)          | Трава      | Марсело Мело       | Александр Зверев Миша Зверев        | 7-6(1) 6-4               |
| 23. | 7 октября 2018   | Пекин, Китай                 | Хард       | Марсело Мело       | Оливер Марах Мате Павич             | 6-1 6-4                  |
| 24. | 14 октября 2018  | Шанхай, Китай                | Хард       | Марсело Мело       | Джейми Маррей Бруно Соарес          | 6-4 6-2                  |
| 25. | 24 августа 2019  | Уинстон-Сейлем, США          | Хард       | Марсело Мело       | Николас Монро Теннис Сандгрен       | 6-7(6) 6-1 [10-3]        |
| 26. | 29 февраля 2020  | Акапулько, Мексика (3)       | Хард       | Марсело Мело       | Хуан Себастьян Кабаль Роберт Фара   | 7-6(6) 6-7(4) [11-9]     |
| 27. | 1 ноября 2020    | Вена, Австрия (4)            | Хард (зал) | Марсело Мело       | Джейми Маррей Нил Скупски           | 7-6(5) 7-5               |

#### Поражения (21)
| №   | Дата            | Турнир                    | Покрытие    | Партнёр           | Соперники в финале                  | Счёт              |
| 1.  | 29 апреля 2007  | Касабланка, Марокко       | Грунт       | Оливер Марах      | Джордан Керр Давид Шкох             | 6-7(4) 6-1 [4-10] |
| 2.  | 28 октября 2007 | Лион, Франция             | Ковер (зал) | Ловро Зовко       | Себастьян Грожан Жо-Вильфрид Тсонга | 4-6 3-6           |
| 3.  | 28 февраля 2009 | Акапулько, Мексика        | Грунт       | Оливер Марах      | Михал Мертиняк Франтишек Чермак     | 6-4 4-6 [7-10]    |
| 4.  | 14 февраля 2010 | Коста-де-Сауипе, Бразилия | Грунт       | Оливер Марах      | Марсель Гранольерс Пабло Куэвас     | 5-7 4-6           |
| 5.  | 6 февраля 2011  | Сантьяго, Чили            | Грунт       | Оливер Марах      | Марсело Мело Бруно Соарес           | 3-6 6-7(3)        |
| 6.  | 28 апреля 2012  | Бухарест, Румыния         | Грунт       | Жереми Шарди      | Роберт Линдстедт Хория Текэу        | 6-7(2) 3-6        |
| 7.  | 20 мая 2012     | Рим, Италия               | Грунт       | Янко Типсаревич   | Марсель Гранольерс Марк Лопес       | 3-6 2-6           |
| 8.  | 1 мая 2016      | Кашкайш, Португалия       | Грунт       | Марцин Матковский | Эрик Буторак Скотт Липски           | 4-6 6-3 [8-10]    |
| 9.  | 19 июня 2016    | Халле, Германия           | Трава       | Александр Пейя    | Равен Класен Раджив Рам             | 6-7(5) 2-6        |
| 10. | 24 июля 2016    | Вашингтон, США            | Хард        | Александр Пейя    | Даниэль Нестор Эдуар Роже-Васслен   | 6-7(3) 6-7(4)     |
| 11. | 18 марта 2017   | Индиан-Уэлс, США          | Хард        | Марсело Мело      | Равен Класен Раджив Рам             | 7-6(1) 4-6 [8-10] |
| 12. | 6 августа 2017  | Вашингтон, США (2)        | Хард        | Марсело Мело      | Хенри Континен Джон Пирс            | 6-7(5) 4-6        |
| 13. | 15 октября 2017 | Шанхай, Китай             | Хард        | Марсело Мело      | Хенри Континен Джон Пирс            | 4-6 2-6           |
| 14. | 19 ноября 2017  | Финал Мирового Тура ATP   | Хард (зал)  | Марсело Мело      | Хенри Континен Джон Пирс            | 4-6 2-6           |
| 15. | 7 сентября 2018 | Открытый чемпионат США    | Хард        | Марсело Мело      | Майк Брайан Джек Сок                | 3-6 1-6           |
| 16. | 16 марта 2019   | Индиан-Уэлс, США (2)      | Хард        | Марсело Мело      | Никола Мектич Орасио Себальос       | 6-4 4-6 [3-10]    |
| 17. | 23 июня 2019    | Халле, Германия (2)       | Трава       | Марсело Мело      | Майкл Винус Равен Класен            | 6-4 3-6 [4-10]    |
| 18. | 6 октября 2019  | Пекин, Китай              | Хард        | Марсело Мело      | Иван Додиг Филип Полашек            | 3-6 6-7(4)        |
| 19. | 13 октября 2019 | Шанхай, Китай (2)         | Хард        | Марсело Мело      | Мате Павич Бруно Соарес             | 4-6 2-6           |
| 20. | 27 октября 2019 | Вена, Австрия             | Хард (зал)  | Марсело Мело      | Раджив Рам Джо Солсбери             | 4-6 7-6(5) [5-10] |
| 21. | 18 октября 2020 | Кёльн, Германия           | Хард (зал)  | Марсело Мело      | Николя Маю Пьер-Юг Эрбер            | 4-6 4-6           |

### Финалы челленджеров и фьючерсов в парном разряде (32)

#### Победы (20)
| №   | Дата            | Турнир                   | Покрытие   | Партнёр            | Соперники в финале                    | Счёт                 |
| 1.  | 15 декабря 2002 | Острава, Чехия           | Хард (зал) | Мариуш Фирстенберг | Иржи Венцль Ярослав Поспишил          | 2-6 6-3 6-4          |
| 2.  | 12 января 2003  | Обершлайсхайм, Германия  | Хард (зал) | Мариуш Фирстенберг | Ларс Ибель Джейсон Маршалл            | 7-5 5-7 6-3          |
| 3.  | 27 июля 2003    | Вальядолид, Испания      | Хард       | Дзюн Като          | Филипп Мухометов Трипп Филлипс        | 4-6 6-0 6-1          |
| 4.  | 4 апреля 2004   | Канберра, Австралия      | Грунт      | Збынек Млынарик    | Петер Лучак Стивен Хасс               | 7-6(3) 6-2           |
| 5.  | 20 февраля 2005 | Джоплин, США             | Хард (зал) | Рик де Вуст        | Джереми Вюртцман Николас Монро        | 7-6(4) 6-4           |
| 6.  | 27 марта 2005   | Сан-Луис-Потоси, Мексика | Грунт      | Оливер Марах       | Хуан Пабло Бжежицки Хуан Пабло Гусман | 6-1 3-6 6-3          |
| 7.  | 31 июля 2005    | Познань, Польша          | Грунт      | Филип Урбан        | Адриан Гарсия Томас Тенкони           | 6-7(5) 6-3 6-2       |
| 8.  | 1 января 2006   | Доха, Катар              | Хард       | Оливер Марах       | Алексей Кедрюк Орест Терещук          | 6-4 6-1              |
| 9.  | 2 апреля 2006   | Неаполь, Италия          | Грунт      | Томаш Цибулец      | Симоне Болелли Фабио Фоньини          | 7-5 4-6 [10-7]       |
| 10. | 14 апреля 2007  | Касабланка, Марокко      | Грунт      | Оливер Марах       | Робин Вик Михал Мертиняк              | 6-3 6-3              |
| 11. | 6 мая 2007      | Тунис, Тунис             | Грунт      | Оливер Марах       | Ламин Уахаб Марк Форнель Местрес      | 6-2 6-2              |
| 12. | 20 апреля 2008  | Пусан, Южная Корея       | Хард       | Рик де Вуст        | Рамиз Джунейд Адам Фини               | 6-3 6-3              |
| 13. | 4 мая 2008      | Лансароте, Испания       | Хард       | Рик де Вуст        | Айсам-уль-Хак Куреши Жиль Мюллер      | 6-2 7-6(2)           |
| 14. | 25 мая 2008     | Фергана, Узбекистан      | Хард       | Константин Кравчук | Александр Красноруцкий Важа Узаков    | 6-4 6-1              |
| 15. | 7 июня 2008     | Простеёв, Чехия          | Грунт      | Рик де Вуст        | Николя Турт Крис Хаггард              | 6-2 6-2              |
| 16. | 24 августа 2008 | Карши, Узбекистан        | Хард       | Оливер Марах       | Филипп Освальд Андреас Хайдер-Маурер  | 6-4 6-4              |
| 17. | 26 октября 2008 | Сеул, Южная Корея        | Хард       | Оливер Марах       | Санчай Ративатана Сончат Ративатана   | 7-5 4-6 10-6         |
| 18. | 9 ноября 2008   | Братислава, Словакия     | Хард (зал) | Франтишек Чермак   | Александр Пейя Филипп Пецшнер         | 6-4 6-4              |
| 19. | 23 ноября 2008  | Хельсинки, Финляндия     | Хард (зал) | Оливер Марах       | Эрик Буторак Ловро Зовко              | 6-7(2) 7-6(7) [10-6] |
| 20. | 30 ноября 2008  | Канкун, Мексика          | Грунт      | Оливер Марах       | Ли Синьхань Ян Цзунхуа                | 7-5 6-2              |

#### Поражения (12)
| №   | Дата             | Турнир                   | Покрытие   | Партнёр              | Соперники в финале                   | Счёт              |
| 1.  | 4 мая 2003       | Мишкольц, Венгрия        | Грунт      | Леонардо Адзаро      | Корнель Бардоцки Гергей Кишдьордь    | 6-7(6) 3-6        |
| 2.  | 10 августа 2003  | Саранск, Россия          | Грунт      | Орест Терещук        | Корнель Бардоцки Мартин Штепанек     | 6-7(3) 3-6        |
| 3.  | 25 января 2004   | Оберхахинг, Германия     | Хард (зал) | Игорь Зеленай        | Фредерик Нильсен Расмус Норби        | 4-6 7-6(6) 0-6    |
| 4.  | 8 февраля 2004   | Вроцлав, Польша          | Хард (зал) | Бартломей Дабровский | Михаэль Кольманн Доминик Хрбаты      | 5-7 3-6           |
| 5.  | 9 мая 2004       | Острава, Чехия           | Грунт      | Томаш Зиб            | Туомас Кетола Петр Пала              | 4-6 4-6           |
| 6.  | 10 октября 2004  | Кито, Эквадор            | Грунт      | Франк Мозер          | Сантьяго Гонсалес Алехандро Эрнандес | 6-2 2-6 4-6       |
| 7.  | 17 апреля 2005   | Мехико, Мексика          | Хард       | Рик де Вуст          | Раджив Рам Бобби Рейнольдс           | 1-6 7-6(7) 6-7(4) |
| 8.  | 30 октября 2005  | Сеул, Южная Корея        | Хард       | Рик де Вуст          | Александр Пейя Бьорн Фау             | 6-0 4-6 [7-10]    |
| 9.  | 4 марта 2007     | Шербур-Октевиль, Франция | Хард (зал) | Дик Норман           | Робин Вик Михал Мертиняк             | 2-6 4-6           |
| 10. | 16 августа 2008  | Бухара, Узбекистан       | Хард       | Оливер Марах         | Михаил Елгин Павел Чехов             | 6-7(2) 1-6        |
| 11. | 21 сентября 2008 | Щецин, Польша            | Грунт      | Оливер Марах         | Давид Марреро Давид Олейничак        | 6-7(4) 3-6        |
| 12. | 16 ноября 2008   | Днепропетровск, Украина  | Хард (зал) | Оливер Марах         | Гильермо Каньяс Дмитрий Турсунов     | 3-6 6-7(5)        |

## История выступлений на турнирах
| Турниры Большого шлема       |               |               |               |       |               |               |               |       |               |               |               |        |       |
| Открытый чемпионат Австралии | К             | -             | К             | -     | К             | 4Р            | 2Р            | 1Р    | 1Р            | 1Р            | К             | 0 / 5  | 3-5   |
| Открытый чемпионат Франции   | К             | К             | К             | -     | 1Р            | 1Р            | 3Р            | 3Р    | 2Р            | 1Р            | -             | 0 / 6  | 5-6   |
| Уимблдонский турнир          | К             | К             | К             | К     | К             | 2Р            | 4Р            | 2Р    | 1/4           | 3Р            | -             | 0 / 5  | 10-5  |
| Открытый чемпионат США       | К             | 3Р            | К             | -     | К             | 1Р            | -             | 1Р    | 1Р            | -             | -             | 0 / 4  | 2-4   |
| Итог                         | 0 / 0         | 0 / 1         | 0 / 0         | 0 / 0 | 0 / 1         | 0 / 4         | 0 / 3         | 0 / 4 | 0 / 4         | 0 / 3         | 0 / 0         | 0 / 20 |       |
| В/П в сезоне                 | 0-0           | 2-1           | 0-0           | 0-0   | 0-1           | 3-4           | 6-3           | 3-4   | 4-4           | 2-3           | 0-0           |        | 20-20 |
| Олимпийские игры             |               |               |               |       |               |               |               |       |               |               |               |        |       |
| Летняя олимпиада             | Не проводился | Не проводился | Не проводился | -     | Не проводился | Не проводился | Не проводился | 1Р    | Не проводился | Не проводился | Не проводился | 0 / 1  | 0-1   |

К — проиграл в квалификационном турнире.
| Турнир                       | 2004  | 2005          | 2006          | 2007          | 2008  | 2009          | 2010          | 2011          | 2012  | 2013          | 2014          | 2015          | 2016  | 2017          | 2018          | 2019          | 2020          | 2021  | 2022  | Итог   | В/П за карьеру |
| ---------------------------- | ----- | ------------- | ------------- | ------------- | ----- | ------------- | ------------- | ------------- | ----- | ------------- | ------------- | ------------- | ----- | ------------- | ------------- | ------------- | ------------- | ----- | ----- | ------ | -------------- |
| Турниры Большого шлема       |       |               |               |               |       |               |               |               |       |               |               |               |       |               |               |               |               |       |       |        |                |
| Открытый чемпионат Австралии | -     | -             | -             | 3Р            | -     | 1/2           | 3Р            | 1/4           | 1Р    | 3Р            | П             | 2Р            | 2Р    | 3Р            | 1/4           | 1/4           | 2Р            | 3Р    | -     | 1 / 14 | 32-13          |
| Открытый чемпионат Франции   | -     | -             | -             | 3Р            | 1Р    | 2Р            | 1/4           | 1Р            | 2Р    | 1Р            | 1/4           | 3Р            | 1/2   | 2Р            | 3Р            | 3Р            | 2Р            | 1Р    | 2Р    | 0 / 16 | 23-16          |
| Уимблдонский турнир          | 2Р    | К             | 2Р            | 2Р            | 2Р    | 1/4           | 1Р            | 1Р            | -     | 3Р            | 2Р            | 3Р            | 1Р    | П             | 2Р            | 1/4           | НП            | 1/4   | 2Р    | 1 / 16 | 25-15          |
| Открытый чемпионат США       | -     | -             | 1Р            | 1Р            | -     | 1Р            | 1/4           | -             | 2Р    | 1Р            | -             | 2Р            | 1/4   | 2Р            | Ф             | 3Р            | 1Р            | 1Р    | 1Р    | 0 / 14 | 15-14          |
| Итог                         | 0 / 1 | 0 / 0         | 0 / 2         | 0 / 4         | 0 / 2 | 0 / 4         | 0 / 4         | 0 / 3         | 0 / 3 | 0 / 4         | 1 / 3         | 0 / 4         | 0 / 4 | 0 / 4         | 1 / 4         | 0 / 4         | 0 / 3         | 0 / 4 | 0 / 3 | 2 / 60 |                |
| В/П в сезоне                 | 1-1   | 0-0           | 1-2           | 5-4           | 1-2   | 8-4           | 8-4           | 3-3           | 2-3   | 4-4           | 10-2          | 6-4           | 7-4   | 10-3          | 11-4          | 10-4          | 2-3           | 4-4   | 2-3   |        | 95-58          |
| Итоговые турниры             |       |               |               |               |       |               |               |               |       |               |               |               |       |               |               |               |               |       |       |        |                |
| Итоговый турнир ATP          | -     | -             | -             | -             | -     | Группа        | Группа        | -             | -     | -             | 1/2           | -             | -     | Ф             | Группа        | 1/2           | Группа        | -     | -     | 0 / 7  | 13-12          |
| Олимпийские игры             |       |               |               |               |       |               |               |               |       |               |               |               |       |               |               |               |               |       |       |        |                |
| Летняя олимпиада             | -     | Не проводился | Не проводился | Не проводился | -     | Не проводился | Не проводился | Не проводился | -     | Не проводился | Не проводился | Не проводился | 2Р    | Не проводился | Не проводился | Не проводился | Не проводился | 1Р    | НП    | 0 / 2  | 1-2            |

К — проиграл в квалификационном турнире.
| Турнир                       | 2007          | 2009          | 2015          | 2016  | 2017          | 2019          | 2020          | 2021  | 2022  | Итог   | В/П за карьеру |
| ---------------------------- | ------------- | ------------- | ------------- | ----- | ------------- | ------------- | ------------- | ----- | ----- | ------ | -------------- |
| Турниры Большого шлема       |               |               |               |       |               |               |               |       |       |        |                |
| Открытый чемпионат Австралии | -             | -             | -             | 2Р    | 2Р            | 2Р            | 1/4           | 2Р    | -     | 0 / 5  | 6-5            |
| Открытый чемпионат Франции   | -             | 1/4           | -             | -     | -             | -             | НП            | -     | 2Р    | 0 / 2  | 3-2            |
| Уимблдонский турнир          | 2Р            | -             | 3Р            | 2Р    | -             | -             | НП            | -     | -     | 0 / 3  | 3-3            |
| Открытый чемпионат США       | -             | 1Р            | 1/2           | 2Р    | -             | -             | НП            | 1Р    | 2Р    | 0 / 5  | 5-5            |
| Итог                         | 0 / 1         | 0 / 2         | 0 / 2         | 0 / 3 | 0 / 1         | 0 / 1         | 0 / 1         | 0 / 2 | 0 / 2 | 0 / 15 |                |
| В/П в сезоне                 | 1-1           | 2-2           | 4-2           | 3-3   | 1-1           | 1-1           | 2-1           | 1-2   | 2-2   |        | 17-15          |
| Олимпийские игры             |               |               |               |       |               |               |               |       |       |        |                |
| Летняя олимпиада             | Не проводился | Не проводился | Не проводился | 1Р    | Не проводился | Не проводился | Не проводился | 1/4   | НП    | 0 / 2  | 1-2            |